# Заверіччя
Завері́ччя — залізничний пасажирський зупинний пункт Рівненської дирекції залізничних перевезень Львівської залізниці.
Розташований у селищі Заверіччя Сарненського району Рівненської області на лінії Сновидовичі — Сарни між станціями Томашгород (6 км) та Клесів (6 км).
Станом на серпень 2019 року щодня дві пари дизель-потягів прямують за напрямком Олевськ — Сарни.